# Hoffman Peak
Hoffman Peak är en bergstopp i Antarktis. Den ligger i Östantarktis. Nya Zeeland gör anspråk på området. Toppen på Hoffman Peak är 1 438 meter över havet, eller 129 meter över den omgivande terrängen. Bredden vid basen är 1,4 km.
Terrängen runt Hoffman Peak är kuperad norrut, men söderut är den bergig. Trakten är obefolkad. Det finns inga samhällen i närheten.